# موتو ئی۴
موتو ئی۴ و موتو ئی۴ پلاس (به انگلیسی: Moto E4 و Moto E4 Plus) گوشی‌های هوشمند اندرویدی هستند که توسط شرکت موتورولا موبیلیتی، زیرمجموعه لنوو ساخته، و در ژوئن ۲۰۱۷ معرفی شده‌است.
این تلفن‌ها با توجه به ارزان بودن و داشتن عمر باتری طولانی در نظر گرفته می‌شوند. مدل E4 دارای باتری ۲۸۰۰ میلی‌آمپر ساعت است و E4 Plus دارای باتری ۵٬۰۰۰ میلی‌آمپر است. Moto E4 دوربین ۸ مگاپیکسلی دارد، در حالی که نسخه Plus دارای ۱۳ مگاپیکسلی است.